# Dogrywka i fixing
Dogrywka i fixing – określania faz handlu na sesji giełdowej na Giełdzie Papierów Wartościowych w Warszawie.
Dogrywka to ostatnia faza handlu na sesji giełdowej i trwa od 17.00 do 17.05 dla notowań ciągłych, kiedy realizowane są zlecenia po kursie ustalonym podczas fixingu, tj. od 16.50 do 17.00. Okres tych 10 minut nazywany jest fixingiem i ma ograniczyć wpływ przypadkowo składanych zleceń na notowania pod koniec dnia, a w szczególności kursy zamknięcia, czyli kursy ostatnich transakcji, notowane oficjalnie jako kursy danego dnia.